# じょじ伊東
じょじ伊東（じょじいとう、6月12日 - 2019年10月8日）は、静岡県出身の俳優。身長は176cm、体重は64kg、靴のサイズは26.5cm。元劇団青年団の劇団員だった。

## 出演歴

### テレビ

#### フジテレビ系列
- わたしたちの教科書

### CM
- 住友銀行
- NTTドコモ キャスピー

### 舞台
- 続ジョン・シルバー - 姉 役
- カガクするココロ
- 我々もまた世界の中心「ティッシュの君」
- 蓮の咲く音 - 社長 役